# 1. Fußball-Club Köln 01/07 1966-1967
Questa voce raccoglie le informazioni riguardanti il 1. Fußball-Club Köln 01/07 nelle competizioni ufficiali della stagione 1966-1967.

## Stagione
Nella stagione 1966-1967 il Colonia, allenato da Willy Multhaup, concluse il campionato di Bundesliga al 7º posto. In Coppa di Germania il Colonia fu eliminato agli ottavi di finale dall'Amburgo.

## Rosa
| N. |                     | Ruolo | Calciatore            |
| -- | ------------------- | ----- | --------------------- |
|    | Germania (bandiera) | P     | Anton Schumacher      |
|    | Serbia (bandiera)   | P     | Milutin Šoškić        |
|    | Germania (bandiera) | D     | Mathias Hemmersbach   |
|    | Germania (bandiera) | D     | Fritz Pott            |
|    | Germania (bandiera) | D     | Wolfgang Rausch       |
|    | Germania (bandiera) | D     | Anton Regh            |
|    | Germania (bandiera) | D     | Jürgen Rumor          |
|    | Germania (bandiera) | D     | Karl-Heinz Struth     |
|    | Germania (bandiera) | D     | Wolfgang Weber        |
|    | Germania (bandiera) | C     | Hans-Jürgen Kleinholz |
|    | Germania (bandiera) | C     | Wolfgang Overath      |
|    | Germania (bandiera) | C     | Josef Röhrig          |

| N. |                     | Ruolo | Calciatore          |
| -- | ------------------- | ----- | ------------------- |
|    | Germania (bandiera) | C     | Hans Sturm          |
|    | Germania (bandiera) | A     | Paul Alger          |
|    | Germania (bandiera) | A     | Helmut Bergfelder   |
|    | Germania (bandiera) | A     | Heinz Flohe         |
|    | Germania (bandiera) | A     | Heinz Hornig        |
|    | Germania (bandiera) | A     | Jürgen Jendrossek   |
|    | Germania (bandiera) | A     | Hannes Löhr         |
|    | Svezia (bandiera)   | A     | Roger Magnusson     |
|    | Germania (bandiera) | A     | Franz-Peter Neumann |
|    | Germania (bandiera) | A     | Peter Schlüssel     |
|    | Germania (bandiera) | A     | Karl-Heinz Thielen  |

## Organigramma societario
Area tecnica
- Allenatore: Willy Multhaup
- Allenatore in seconda: Hans Schäfer
- Preparatore dei portieri:
- Preparatori atletici:

## Calciomercato

### Sessione estiva
| Acquisti | Acquisti          | Acquisti    | Acquisti |
| R.       | Nome              | da          | Modalità |
| -------- | ----------------- | ----------- | -------- |
| A        | Paul Alger        | Bonner      |          |
| A        | Jürgen Jendrossek | Colonia U19 |          |
| A        | Roger Magnusson   | Åtvidaberg  |          |
| P        | Milutin Šoškić    | Partizan    |          |
| D        | Karl-Heinz Struth | Colonia U19 |          |

| Cessioni | Cessioni          | Cessioni         | Cessioni |
| R.       | Nome              | a                | Modalità |
| -------- | ----------------- | ---------------- | -------- |
| D        | Herbert Bönnen    | AZ Alkmaar       |          |
| A        | Srđan Čebinac     | Sittardia        |          |
| P        | Fritz Ewert       | AZ Alkmaar       |          |
| C        | Franz Krauthausen | RW Oberhausen    |          |
| A        | Christian Müller  | Karlsruhe        |          |
| C        | Ole Sørensen      | PSV              |          |
| D        | Leo Wilden        | Bayer Leverkusen |          |

## Risultati

### Bundesliga

#### Girone di andata
| Arbitro: | Fritz |

|                                |           |  |
| Thielen 26’ Overath 27’ (rig.) | Marcatori |  |

| Arbitro: | Schulenburg |

|                                 |           |  |
| Bronnert 14’, 45’, 58’ Solz 78’ | Marcatori |  |

| Arbitro: | Schreiner |

|           |           |  |
| Ulsaß 63’ | Marcatori |  |

| Arbitro: | Seekamp |

|                                  |           |            |
| Regh 3’ Hemmersbach 46’ Löhr 52’ | Marcatori | 85’ Peters |

| Arbitro: | Thier |

|          |           |  |
| Rühl 16’ | Marcatori |  |

| Arbitro: | Hennig |

|                     |           |              |
| Hornig 31’ Löhr 52’ | Marcatori | 54’ Bechmann |

| Kaiserslautern 1º ottobre 1966, ore 16:00 CET 7ª giornata | Kaiserslautern | 0 – 0 referto | Colonia | Betzenbergstadion (34 000 spett.)\| Arbitro: \| Riegg \| |
| Arbitro:                                                  | Riegg          |               |         |                                                          |

| Colonia 8 ottobre 1966, ore 16:00 CET 8ª giornata | Colonia     | 0 – 0 referto | Amburgo | Müngersdorfer Stadion (40 000 spett.)\| Arbitro: \| Tschenscher \| |
| Arbitro:                                          | Tschenscher |               |         |                                                                    |

| Arbitro: | Kreitlein |

|                                                |           |                |
| Wosab 13’, 62’ Held 26’ Emmerich 54’, 71’, 76’ | Marcatori | 63’ Jendrossek |

| Arbitro: | Ott |

|                        |           |                                   |
| Magnusson 19’ Pott 68’ | Marcatori | 3’, 87’ Müller 32’, 62’ Ohlhauser |

| Arbitro: | Handwerker |

|            |           |                                        |
| Hoffer 61’ | Marcatori | 25’ Magnusson 41’ Hemmersbach 79’ Löhr |

| Arbitro: | Siebert |

|           |           |                |
| Flohe 22’ | Marcatori | 37’ Straschitz |

| Arbitro: | Horstmann |

|            |           |          |
| Müller 87’ | Marcatori | 35’ Löhr |

| Arbitro: | Riegg |

|          |           |                       |
| Flohe 1’ | Marcatori | 64’ Laumen 85’ Netzer |

| Arbitro: | Kreitlein |

|             |           |                                       |
| Lippens 73’ | Marcatori | 29’ Jendrossek 68’ Löhr 72’ Magnusson |

| Arbitro: | Herden |

|                         |           |  |
| Jendrossek 33’ Löhr 84’ | Marcatori |  |

| Arbitro: | Wengenmayer |

|                  |           |                                |
| Schweighöfer 24’ | Marcatori | 10’, 52’ Jendrossek 71’ Struth |

#### Girone di ritorno
| Arbitro: | Herden |

|                       |           |            |
| Bründl 4’ Grosser 61’ | Marcatori | 56’ Hornig |

| Arbitro: | Sturm |

|               |           |                                 |
| Magnusson 13’ | Marcatori | 12’, 44’, 70’ Bronnert 64’ Solz |

| Arbitro: | Handwerker |

|          |           |  |
| Löhr 46’ | Marcatori |  |

| Arbitro: | Deuschel |

|               |           |                               |
| Weiß 27’, 85’ | Marcatori | 58’ (rig.) Overath 75’ Struth |

| Arbitro: | Seiler |

|             |           |         |
| Overath 43’ | Marcatori | 3’ Lotz |

| Arbitro: | Jacobi |

|              |           |  |
| Herrmann 27’ | Marcatori |  |

| Arbitro: | Kreitlein |

|               |           |               |
| Löhr 47’, 80’ | Marcatori | 61’ Kentschke |

| Arbitro: | Siebert |

|               |           |                                    |
| Hellfritz 18’ | Marcatori | 20’ Weber 37’ Löhr 77’ Hemmersbach |

| Arbitro: | Riegg |

|          |           |           |
| Löhr 27’ | Marcatori | 33’ Peehs |

| Arbitro: | Fritz |

|                     |           |  |
| Müller 43’ Roth 89’ | Marcatori |  |

| Arbitro: | Spinnler |

|                     |           |  |
| Löhr 78’ Hornig 85’ | Marcatori |  |

| Arbitro: | Jacobi |

|  |           |             |
|  | Marcatori | 64’ Thielen |

| Arbitro: | Herden |

|                         |           |                                     |
| Thielen 12’ Overath 59’ | Marcatori | 5’ Weidlandt 21’ (rig.) Cieslarczyk |

| Arbitro: | Seiler |

|                                  |           |  |
| Laumen 3’ Vogts 29’ Heynckes 41’ | Marcatori |  |

| Arbitro: | Jacobi |

|                  |           |            |
| Overath 75’, 85’ | Marcatori | 9’ Lippens |

| Arbitro: | Link |

|            |           |          |
| Müller 31’ | Marcatori | 87’ Regh |

| Arbitro: | Binder |

|                                                |           |            |
| Hornig 6’ Neumann 30’ Löhr 66’ Pott 90’ (rig.) | Marcatori | 83’ Ferner |

### Coppa di Germania
| Arbitro: | Regely |

|                   |           |                       |
| Emmerich 82’, 90’ | Marcatori | 72’ Overath 75’ Flohe |

| Arbitro: | Siebert |

|                |           |  |
| Jendrossek 83’ | Marcatori |  |

| Colonia 3 febbraio 1967, ore CET Ottavi di finale | Colonia | 0 – 0 (d.t.s.) referto | Amburgo | Müngersdorfer Stadion (42 000 spett.)\| Arbitro: \| Ott \| |
| Arbitro:                                          | Ott     |                        |         |                                                            |

| Arbitro: | Wengenmayer |

|                       |           |  |
| Dörfel 51’ Seeler 70’ | Marcatori |  |

## Statistiche

### Statistiche di squadra
| Competizione      | Punti | In casa | In casa | In casa | In casa | In casa | In casa | In trasferta | In trasferta | In trasferta | In trasferta | In trasferta | In trasferta | Totale | Totale | Totale | Totale | Totale | Totale | DR |
| Competizione      | Punti | G       | V       | N       | P       | Gf      | Gs      | G            | V            | N            | P            | Gf           | Gs           | G      | V      | N      | P      | Gf     | Gs     | DR |
| ----------------- | ----- | ------- | ------- | ------- | ------- | ------- | ------- | ------------ | ------------ | ------------ | ------------ | ------------ | ------------ | ------ | ------ | ------ | ------ | ------ | ------ | -- |
| Bundesliga        | 37    | 17      | 9       | 5       | 3       | 29      | 20      | 17           | 5            | 4            | 8            | 19           | 28           | 34     | 14     | 9      | 11     | 48     | 48     | 0  |
| Coppa di Germania | -     | 2       | 1       | 1       | 0       | 1       | 0       | 2            | 0            | 1            | 1            | 2            | 4            | 4      | 1      | 2      | 1      | 3      | 4      | -1 |
| Totale            | 37    | 19      | 10      | 6       | 3       | 30      | 20      | 19           | 5            | 5            | 9            | 21           | 32           | 38     | 15     | 11     | 12     | 51     | 52     | -1 |

### Andamento in campionato
| Giornata  | 1 | 2  | 3  | 4  | 5  | 6  | 7  | 8  | 9  | 10 | 11 | 12 | 13 | 14 | 15 | 16 | 17 | 18 | 19 | 20 | 21 | 22 | 23 | 24 | 25 | 26 | 27 | 28 | 29 | 30 | 31 | 32 | 33 | 34 |
| --------- | - | -- | -- | -- | -- | -- | -- | -- | -- | -- | -- | -- | -- | -- | -- | -- | -- | -- | -- | -- | -- | -- | -- | -- | -- | -- | -- | -- | -- | -- | -- | -- | -- | -- |
| Luogo     | C | T  | T  | C  | T  | C  | T  | C  | T  | C  | T  | C  | T  | C  | T  | C  | T  | T  | C  | C  | T  | C  | T  | C  | T  | C  | T  | C  | T  | C  | T  | C  | T  | C  |
| Risultato | V | P  | P  | V  | P  | V  | N  | N  | P  | P  | V  | N  | N  | P  | V  | V  | V  | P  | P  | V  | N  | N  | P  | V  | V  | N  | P  | V  | V  | N  | P  | V  | N  | V  |
| Posizione | 2 | 13 | 15 | 10 | 14 | 11 | 10 | 10 | 16 | 16 | 14 | 14 | 13 | 15 | 13 | 10 | 9  | 10 | 10 | 10 | 10 | 10 | 10 | 9  | 8  | 9  | 9  | 8  | 6  | 8  | 9  | 7  | 7  | 7  |

Legenda:

Luogo: C = Casa; T = Trasferta. Risultato: V = Vittoria; N = Pareggio; P = Sconfitta.

### Statistiche dei giocatori
| Giocatore      | Bundesliga | Bundesliga | Bundesliga  | Bundesliga | Coppa di Germania | Coppa di Germania | Coppa di Germania | Coppa di Germania | Totale   | Totale | Totale      | Totale     |
| Giocatore      | Presenze   | Reti       | Ammonizioni | Espulsioni | Presenze          | Reti              | Ammonizioni       | Espulsioni        | Presenze | Reti   | Ammonizioni | Espulsioni |
| -------------- | ---------- | ---------- | ----------- | ---------- | ----------------- | ----------------- | ----------------- | ----------------- | -------- | ------ | ----------- | ---------- |
| P. Alger       | 0          | 0          | 0           | 0          | 0                 | 0                 | 0                 | 0                 | 0        | 0      | 0           | 0          |
| H. Bergfelder  | 0          | 0          | 0           | 0          | 0                 | 0                 | 0                 | 0                 | 0        | 0      | 0           | 0          |
| H. Flohe       | 18         | 2          | 0           | 0          | 3                 | 1                 | 0                 | 0                 | 21       | 3      | 0           | 0          |
| M. Hemmersbach | 31         | 3          | 0           | 0          | 4                 | 0                 | 0                 | 0                 | 35       | 3      | 0           | 0          |
| H. Hornig      | 26         | 4          | 0           | 0          | 3                 | 0                 | 0                 | 0                 | 29       | 4      | 0           | 0          |
| J. Jendrossek  | 19         | 5          | 0           | 0          | 4                 | 1                 | 0                 | 0                 | 23       | 6      | 0           | 0          |
| H. Kleinholz   | 0          | 0          | 0           | 0          | 0                 | 0                 | 0                 | 0                 | 0        | 0      | 0           | 0          |
| H. Löhr        | 32         | 13         | 0           | 0          | 4                 | 0                 | 0                 | 0                 | 36       | 13     | 0           | 0          |
| R. Magnusson   | 20         | 4          | 0           | 0          | 2                 | 0                 | 0                 | 0                 | 22       | 4      | 0           | 0          |
| F. Neumann     | 2          | 1          | 0           | 0          | 0                 | 0                 | 0                 | 0                 | 2        | 1      | 0           | 0          |
| W. Overath     | 33         | 6          | 0           | 0          | 4                 | 1                 | 0                 | 0                 | 37       | 7      | 0           | 0          |
| F. Pott        | 21         | 2          | 0           | 0          | 0                 | 0                 | 0                 | 0                 | 21       | 2      | 0           | 0          |
| W. Rausch      | 22         | 0          | 0           | 0          | 4                 | 0                 | 0                 | 0                 | 26       | 0      | 0           | 0          |
| A. Regh        | 15         | 2          | 0           | 0          | 0                 | 0                 | 0                 | 0                 | 15       | 2      | 0           | 0          |
| J. Rumor       | 23         | 0          | 0           | 0          | 4                 | 0                 | 0                 | 0                 | 27       | 0      | 0           | 0          |
| J. Röhrig      | 0          | 0          | 0           | 0          | 0                 | 0                 | 0                 | 0                 | 0        | 0      | 0           | 0          |
| P. Schlüssel   | 0          | 0          | 0           | 0          | 0                 | 0                 | 0                 | 0                 | 0        | 0      | 0           | 0          |
| A. Schumacher  | 0          | 0          | 0           | 0          | 0                 | 0                 | 0                 | 0                 | 0        | 0      | 0           | 0          |
| K. Struth      | 11         | 2          | 0           | 1          | 4                 | 0                 | 0                 | 0                 | 15       | 2      | 0           | 1          |
| H. Sturm       | 26         | 0          | 0           | 0          | 3                 | 0                 | 0                 | 0                 | 29       | 0      | 0           | 0          |
| K. Thielen     | 16         | 3          | 0           | 0          | 0                 | 0                 | 0                 | 0                 | 16       | 3      | 0           | 0          |
| W. Weber       | 25         | 1          | 0           | 0          | 1                 | 0                 | 0                 | 0                 | 26       | 1      | 0           | 0          |
| M. Šoškić      | 34         | 0          | 0           | 0          | 4                 | 0                 | 0                 | 0                 | 38       | 0      | 0           | 0          |